# Атрофічні рубці
Атрофічні рубці (англ. Atrophic scars) — структурні зміни у епідермальному шарі шкіри людини після загоєння рани чи опіку. Особливий вид рубців, що виникають у тому випадку, якщо в період загоєння рани утворюється занадто мало сполучної тканини. Таким чином формуються запалі або атрофовані рубці. Типовим серед атрофуючихся рубців є рубці після вугрів, віспяні рубці. Відповідно, найчастіше такі рубці зустрічаються на обличчі, створюючи тим самим істотний дискомфорт.

## Діагностика
- Біопсія;
- Дерматоскопія.